# 哈迪岩
哈迪岩（英語：Hardy Rocks），是南極洲的岩石，位於比斯科群島，處於杜波依斯島以西4公里，根據英國探險隊拍攝的空中照片繪入地圖，現時由南極條約體系管理。